# Alexander Skinner
Alexander „Xander“ Suelter Skinner (* 18. März 1998) ist ein namibischer Schwimmer im Freistil.
Bei den Kurzbahnweltmeisterschaften 2016 und 2021 stellte er sechs namibische Rekorde auf. Skinner nahm auch an den Schwimmweltmeisterschaften 2017 teil und war Teilnehmer der Commonwealth Games 2022. Bei den Afrikaspielen 2023 gewann Skinner Silber über die 100 m Freistil und Bronze über die halbe Distanz.
Er hält diverse namibische Schwimmrekorde.